# طیف رنگ

یک گرادیانت رنگی خطی یا محوری

طیف رنگ یا گرادیانت در علم رنگ طیفی از چندین رنگ وابسته به موقعیت است که مشخص می‌کننده رنگ‌های میانی برای پر کردن یک قسمت استفاده می‌شود. در تخصیص رنگ‌ها به مجموعه ای از مقادیر، گرادیان یک نقشه رنگی پیوسته است که نوعی طرح رنگ است. در گرافیک کامپیوتری، واژه swatch به معنای پالت رنگ‌های فعال است.

## طیف رنگ در کتاب نمونه

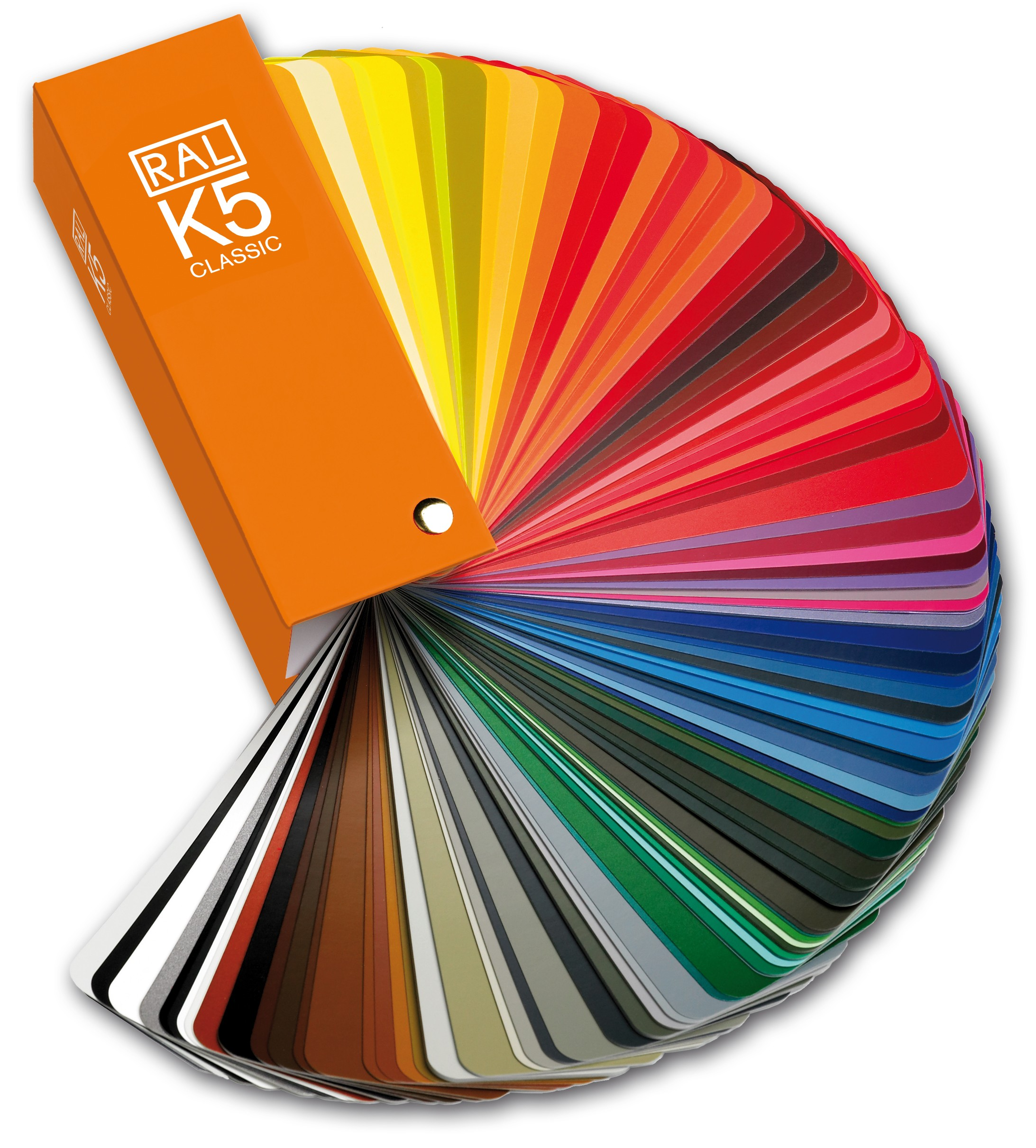
پنکه رنگی RAL CLASSIC K5
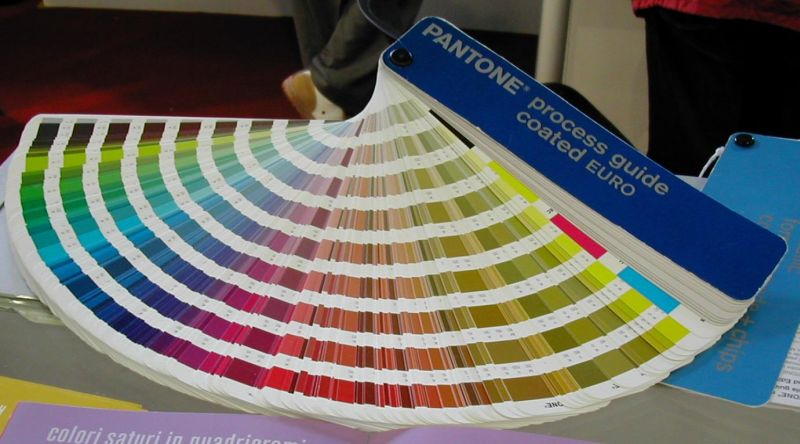
راهنمای رنگ پنتون
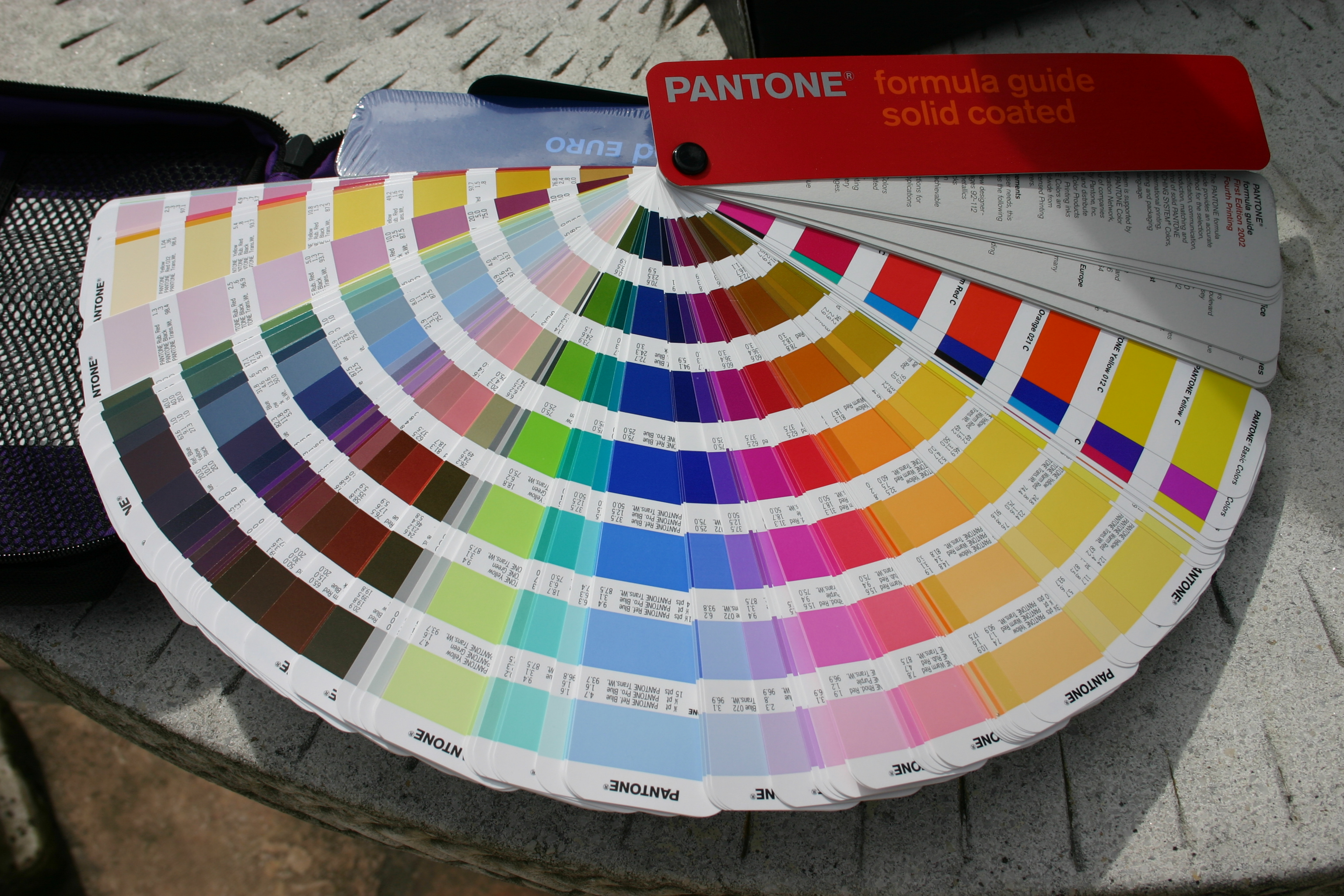
کارت‌هایی از رنگ‌ها و ترکیب‌های پایه پنتون
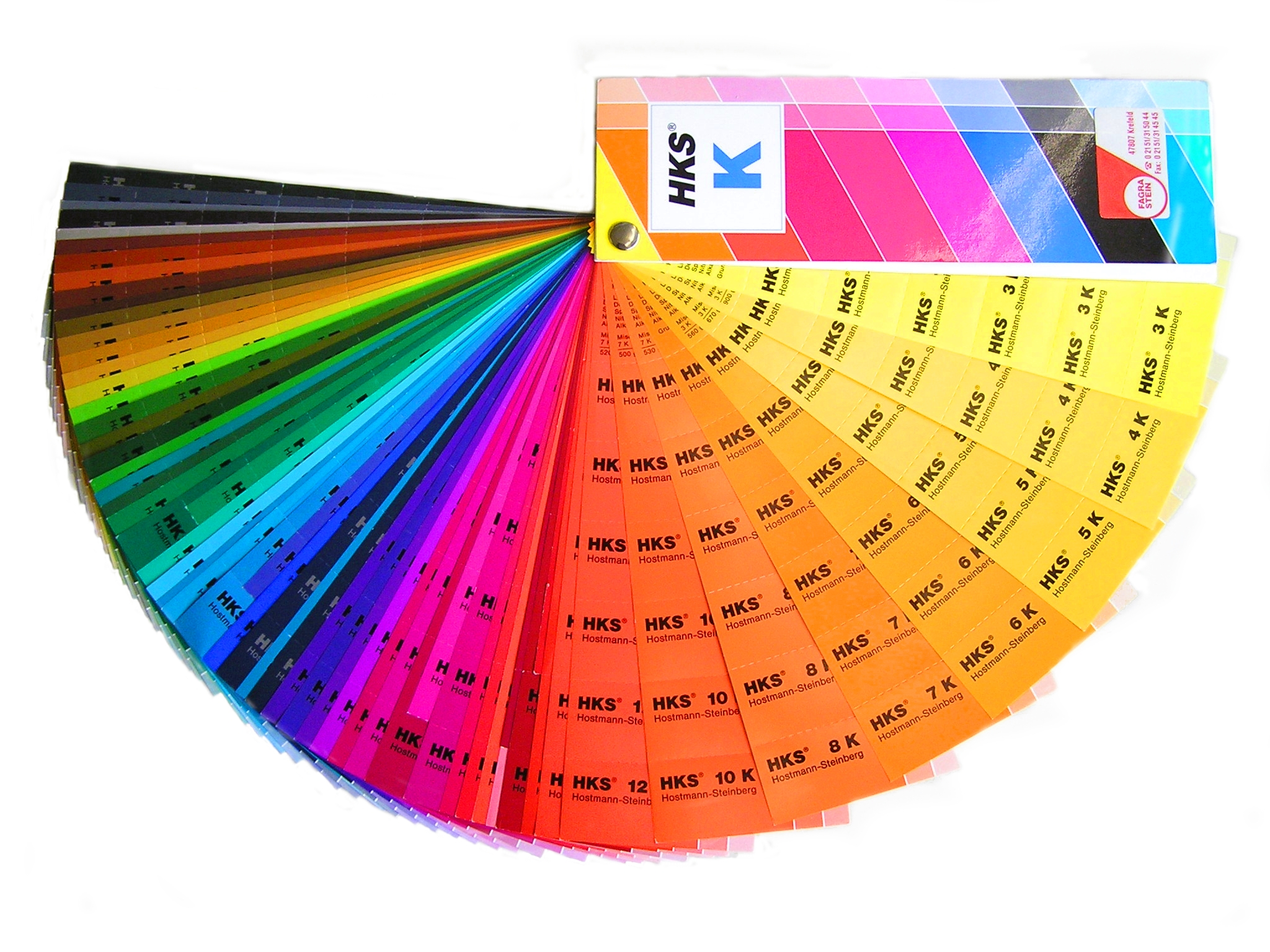
گرده رنگی HK